# René Neděla
René Neděla (* 15. September 1980) ist ein tschechischer Badmintonspieler. 

## Karriere
René Neděla wurde 2002 tschechischer Meister im Herrendoppel mit Jiří Skočdopole. Weitere Medaillen bei nationalen Titelkämpfen errang er 2001, 2003, 2005, 2006, 2010 und 2011. International startete er unter anderem in der Slowakei, in Belgien, Ungarn, Kanada, Kroatien, Deutschland, Slowenien, Frankreich und den USA.

## Sportliche Erfolge
| Saison | Veranstaltung                      | Disziplin    | Platz | Name                          |
| ------ | ---------------------------------- | ------------ | ----- | ----------------------------- |
| 2002   | Tschechische Einzelmeisterschaften | Herrendoppel | 1     | René Neděla / Jiří Skočdopole |